# Robert Eule
Andreas Robert Eule (* 15. Oktober 1864 in Prettin; † 17. November 1932) war ein deutscher Autor. Er schrieb unter dem Pseudonym Fritz Pistorius.

## Leben
Er erwarb 1885 sein Abitur am Berliner Andreas-Real-Gymnasium und studierte an der Friedrich-Wilhelms-Universität Berlin, wo er 1889 promovierte. Ab dem 1. Oktober 1896 war er als Professor am Friedrichs-Real-Gymnasium in Berlin tätig. Am 30. Oktober 1896 heiratete er. Aus der Ehe gingen zwei Kinder hervor.
Einen Schwerpunkt seiner schriftstellerischen Tätigkeit bildeten insbesondere Geschichten aus dem Schulmilieu.

## Werke
- Von Jungen, die werden. Neue Geschichten vom Dr. Fuchs, 1909
- Die Kriegsprima und andere Geschichten vom Doktor Fuchs, 1915
- Preußens Erwachen 1807–1809, 4. Auflage 1916
- Eine feine Woche!, 4. Auflage 1916
- Primanerzeit, 2. Auflage 1917
- Tertianerzeit, 3. Auflage 1917
- Doktor Fuchs und seine Tertia, 9. Auflage 1917
- Neue Geschichten von Doktor Fuchs und seiner Tertia, 3. Auflage 1918
- Aus den Unglückstagen von 1806, 6. Auflage 1920
- Im Banne des Sonnenkönigs, 1920
- Im Taumel der neuen Zeit, 1922
- Das Volk steht auf!, vor 1924
- Unter der Faust des Erbfeindes oder Im Banne des Sonnenkönigs, 1924
- Eine flotte Obertertia, 1926
- Festschrift zum 75jährigen Bestehen des Friedrichs-Realgymnasiums zu Berlin / Vom kulturkundlichen Unterricht und vom Denken an unseren höheren Lehranstalten, 1925
- Mit Gott für König und Vaterland